# Refik Šabanadžović
Refik Šabanadžović (in cir. Рефик Шабанаџовић; Titograd, 2 agosto 1965) è un ex calciatore jugoslavo, dal 1992 bosniaco e dal 2006 montenegrino, di ruolo difensore.

## Carriera
Debutta da professionista nel 1982 con il Budućnost, quindi viene ingaggiato dallo Željezničar Sarajevo dove milita per quattro stagioni, contribuendo al raggiungimento delle semifinali della Coppa UEFA 1984-1985.
All'inizio della stagione 1987-1988 viene ingaggiato dalla Stella Rossa, dove resta per quattro stagioni vincendo tre campionati della RSF di Jugoslavia, una Coppa di Jugoslavia e la Coppa dei Campioni 1990-1991.
Nel 1991 si trasferisce in Grecia, all'AEK Atene, con cui vince tre campionati greci consecutivi (1991-1992, 1992-1993, 1993-1994), la Coppa di Grecia e la Supercoppa di Grecia del 1996; e successivamente, a partire dalla stagione 1996-1997 all'Olympiakos Pireo, dove vince altri due campionati greci (1996-1997, 1997-1998).
Decide di chiudere la carriera negli Stati Uniti, dove si trasferisce nel 1998, giocando con i Kansas City Wizards.
Con la Nazionale jugoslava vanta 8 presense e la partecipazione ai Mondiali del 1990.

## Palmarès

### Club

#### Competizioni nazionali
- Campionato jugoslavo: 3

Stella Rossa: 1987-1988, 1989-1990, 1990-1991
- Coppa di Jugoslavia: 1

Stella Rossa: 1989-1990
- Campionato greco: 5

AEK Atene: 1991-1992, 1992-1993, 1993-1994
Olympiakos: 1996-1997, 1997-1998
- Coppa di Grecia: 1

AEK Atene: 1995-1996
- Supercoppa di Grecia: 1

AEK Atene: 1996

#### Competizioni internazionali
- Coppa dei Campioni: 1

Stella Rossa: 1990-1991